# روبرت دبليو. جوستين جونيور
روبرت دبليو. جوستين جونيور (بالإنجليزية: Robert W. Heath Jr.)‏ هو أستاذ جامعي أمريكي، ولد في 4 ديسمبر 1973 في ماكون في الولايات المتحدة.